# Mount Cornwell, Kanada
Mount Cornwell är ett berg i Kanada.   Det ligger i provinsen Alberta, i den södra delen av landet, 2 900 km väster om huvudstaden Ottawa. Toppen på Mount Cornwell är 2 972 meter över havet, eller 277 meter över den omgivande terrängen. Bredden vid basen är 2,8 km.
Terrängen runt Mount Cornwell är kuperad österut, men västerut är den bergig. Trakten runt Mount Cornwell är nära nog obefolkad, med mindre än två invånare per kvadratkilometer.. Det finns inga samhällen i närheten.
Trakten runt Mount Cornwell består i huvudsak av gräsmarker.